# George Panikulam
George Panikulam (ur. 26 października 1942 w Puthenchira) – indyjski duchowny katolicki, arcybiskup, nuncjusz apostolski.

## Życiorys
11 marca 1967 otrzymał święcenia kapłańskie. W 1975 rozpoczął przygotowanie do służby dyplomatycznej na Papieskiej Akademii Kościelnej. 
4 grudnia 1999 został mianowany przez Jana Pawła II nuncjuszem apostolskim w Hondurasie oraz arcybiskupem tytularnym Caudium. Sakry biskupiej 6 stycznia 2000 udzielił mu papież Jan Paweł II. 
3 lipca 2003 został przeniesiony do nuncjatury w Mozambiku. 
Od 2008 pełnił funkcję nuncjusza w Etiopii, będąc jednocześnie akredytowanym w Dżibuti i delegatem w Somalii. Był równocześnie obserwatorem Stolicy Świętej przy Unii Afrykańskiej.
19 czerwca 2014 został mianowany nuncjuszem apostolskim w Urugwaju. W październiku 2017 przeszedł na emeryturę.